# Metepeira calamuchita
Metepeira calamuchita là một loài nhện trong họ Araneidae.
Loài này thuộc chi Metepeira. Metepeira calamuchita được miêu tả năm 2001 bởi Piel.